# Watronville
Watronville – miejscowość i gmina we Francji, w regionie Grand Est, w departamencie Moza.
Według danych na rok 1990 gminę zamieszkiwało 112 osób, a gęstość zaludnienia wynosiła 18 osób/km² (wśród 2335 gmin Lotaryngii Watronville plasuje się na 933. miejscu pod względem liczby ludności, natomiast pod względem powierzchni na miejscu 903.).